# Expedició balenera Dundee
L'Expedició Balenera de Dundee (1892–1893) va ser un viatge comercial des d'Escòcia fins a l'Antàrtida.

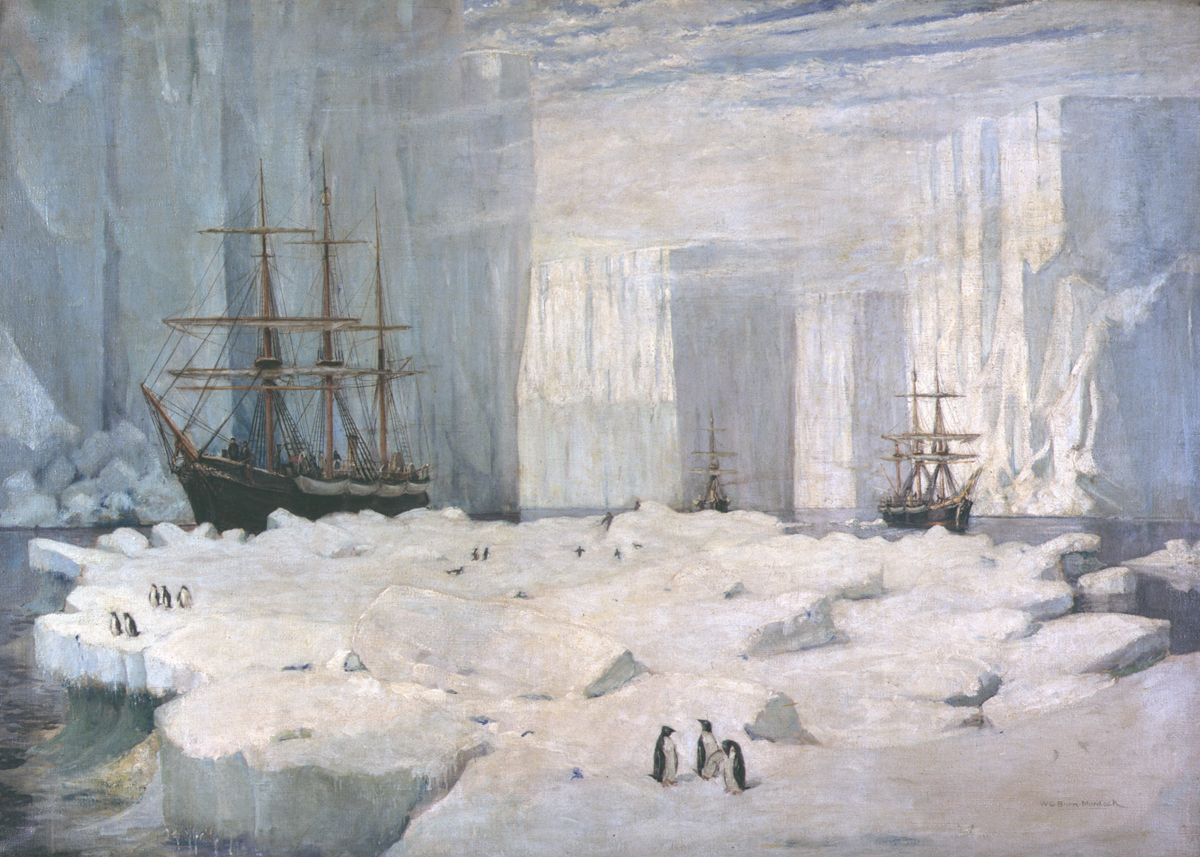
Pintura: Expedició balenera Dundee, de Gordon Burn Murdoch.

La caça de balenes a l'Àrtic estava en declivi a causa de la sobrepesca. Els comerciants de Dundee van decidir equipar una flota per navegar fins al mar de Weddell a la recerca de balenes franques. La caça de balenes a l'Antàrtida es feia principalment des d'estacions costaneres.
Durant aquesta expedició balenera pionera, la flota escocesa va visitar les Illes Malvines. William Speirs Bruce a la Balaena i Charles W. Donald a l'Active van dur a terme treballs científics a les Illes Joinville i al nord de la península de Trinity.
El 6 de setembre de 1892, quatre vaixells baleners de vapor, el Balaena, l'Active, el Diana i el Polar Star, van partir. Al final no van trobar balenes que poguessin capturar, ja que les balenes blaves de l'Antàrtida eren massa poderoses per ser capturades. Tanmateix, l'expedició va aconseguir obtenir beneficis recollint nombroses pells i greix de foca.
L'expedició incloïa el científic polar William Speirs Bruce i William Gordon Burn Murdoch, cirurgià i ajudant del Balaena sota el comandament del capità Alexander Fairweather. El 8 de gener de 1893, el capità Thomas Robertson, de l'Active, va descobrir l'illa de Dundee (63°30′S 055°55′O).
Les primeres fotografies conegudes de l'Antàrtida es van fer durant aquesta expedició.